# Johann Matthias von der Schulenburg
Johann Matthias von der Schulenburg o Schulenberg (Emden di Magdeburgo, 8 agosto 1661 – Verona, 14 marzo 1747) è stato un militare, mecenate e collezionista d'arte tedesco.

## Biografia
Generale con il grado di feldmaresciallo e conte del Sacro Romano Impero, apparteneva alla stirpe brandeburghese-prussiana dei von der Schulenburg. Egli fu al servizio degli eserciti del Duca di Savoia, della Francia, della Sassonia e della Repubblica di Venezia agli inizi del XVIII secolo.
Il Schulenburg è ricordato per essere stato comandante generale dell'Armata Sassone e soprattutto per essere stato il grande riformatore militare dell'esercito di Venezia. Con la sua riforma l'organizzazione dell'esercito nazionale veneto passò dalla divisione in compagnie che Venezia si era data nel XVII secolo alla più moderna divisione in reggimenti, tipica degli altri stati europei dell'epoca.

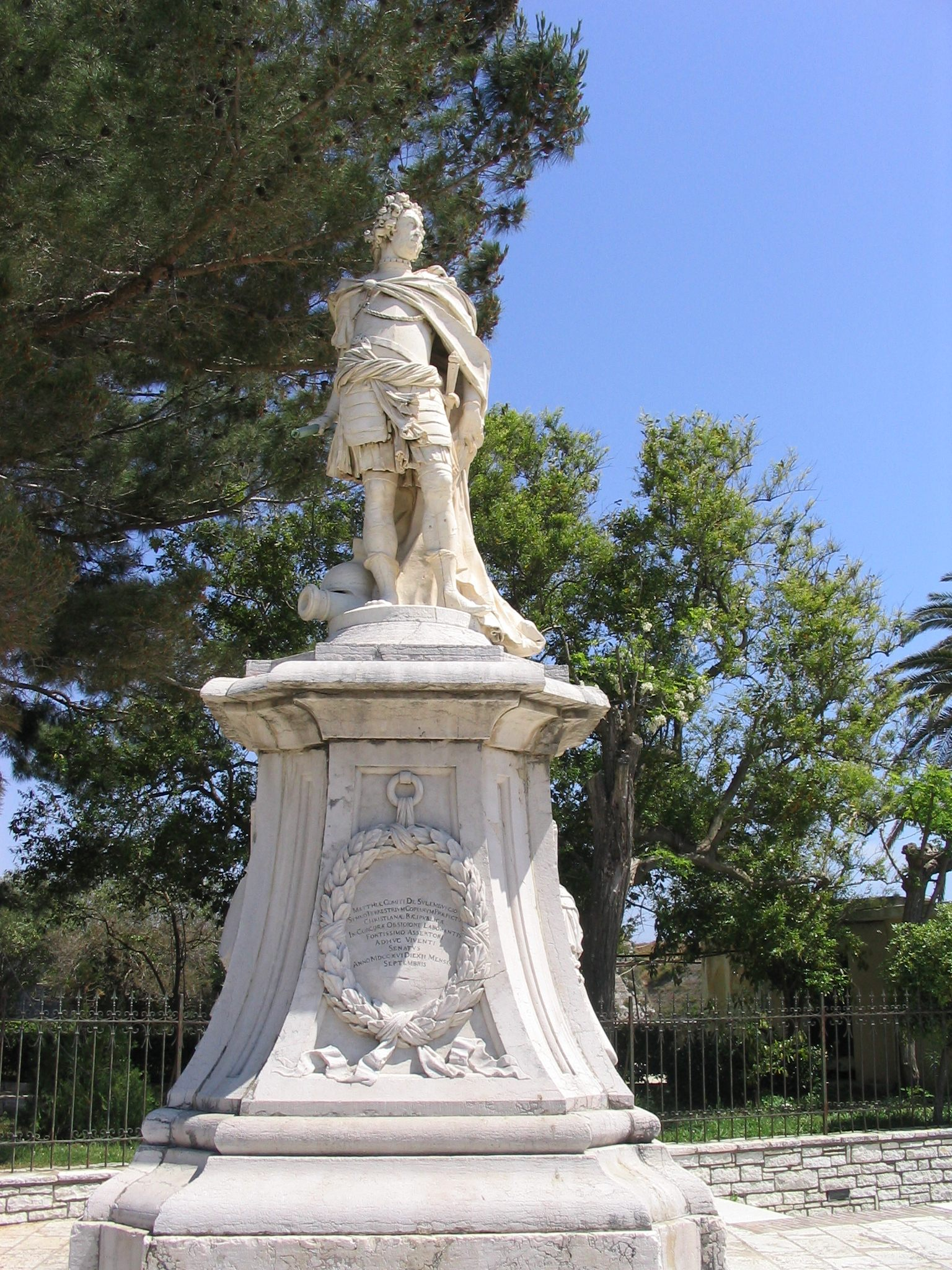
Antonio Corradini, Monumento a Johann Matthias von der Schulenburg, Corfù.

Tra il 1687 e il 1688 combatté con le truppe imperiali contro i Turchi in Ungheria. Nel 1699 divenne un colonnello nel reggimento tedesco di Vittorio Amedeo II di Savoia e nel 1701 fu ferito gravemente. Nel 1702 combatté nell'esercito sassone contro il re Carlo XII di Svezia durante la Grande guerra del Nord e fu sconfitto nella Battaglia di Klissow e di Wschowa (Fraustadt).
Nel 1707, ritornato in Europa occidentale, combatté sotto il Principe Eugenio nella Battaglia di Oudenaarde e nella Battaglia di Malplaquet, durante la Guerra di successione spagnola.
Fu al comando della difesa della città di Corfù, nell'omonima isola, all'inizio del diciottesimo secolo, durante la dominazione veneziana.
Nel 1716, i Turchi attaccarono sia per terra che per mare e misero sotto assedio la città che, dopo un mese di resistenza, fu liberata grazie alla brillante tattica di Schulenburg.
In ricordo di questa impresa, nella piazza principale della città fu eretta una statua del comandante ed egli ricevette una pensione di 5000 ducati l'anno dalla Serenissima. A Venezia in Arsenale, vicino alla porta dei Leoni, venne posto un busto e una lapide in suo onore.
Per celebrare la vittoria, fu commissionato a Vivaldi l'oratorio Juditha triumphans devicta Holofernis barbarie.
Amante dell'arte, ebbe come pittore ufficiale Francesco Simonini, che lo seguiva nelle sue campagne militari dipingendo scontri di cavalleria e battaglie.
Trascorse la vecchiaia tra Venezia e Verona, divenendo un mecenate e collezionista di opere d'arte su larga scala a partire dal 1724, quando acquistò ottantotto dipinti, comprendenti opere del Caravaggio, Correggio, Giorgione, Giulio Romano e Giovanni Benedetto Castiglione, e un bassorilievo di Pierre Puget, provenienti dalla collezione di Ferdinando Carlo di Gonzaga-Nevers.

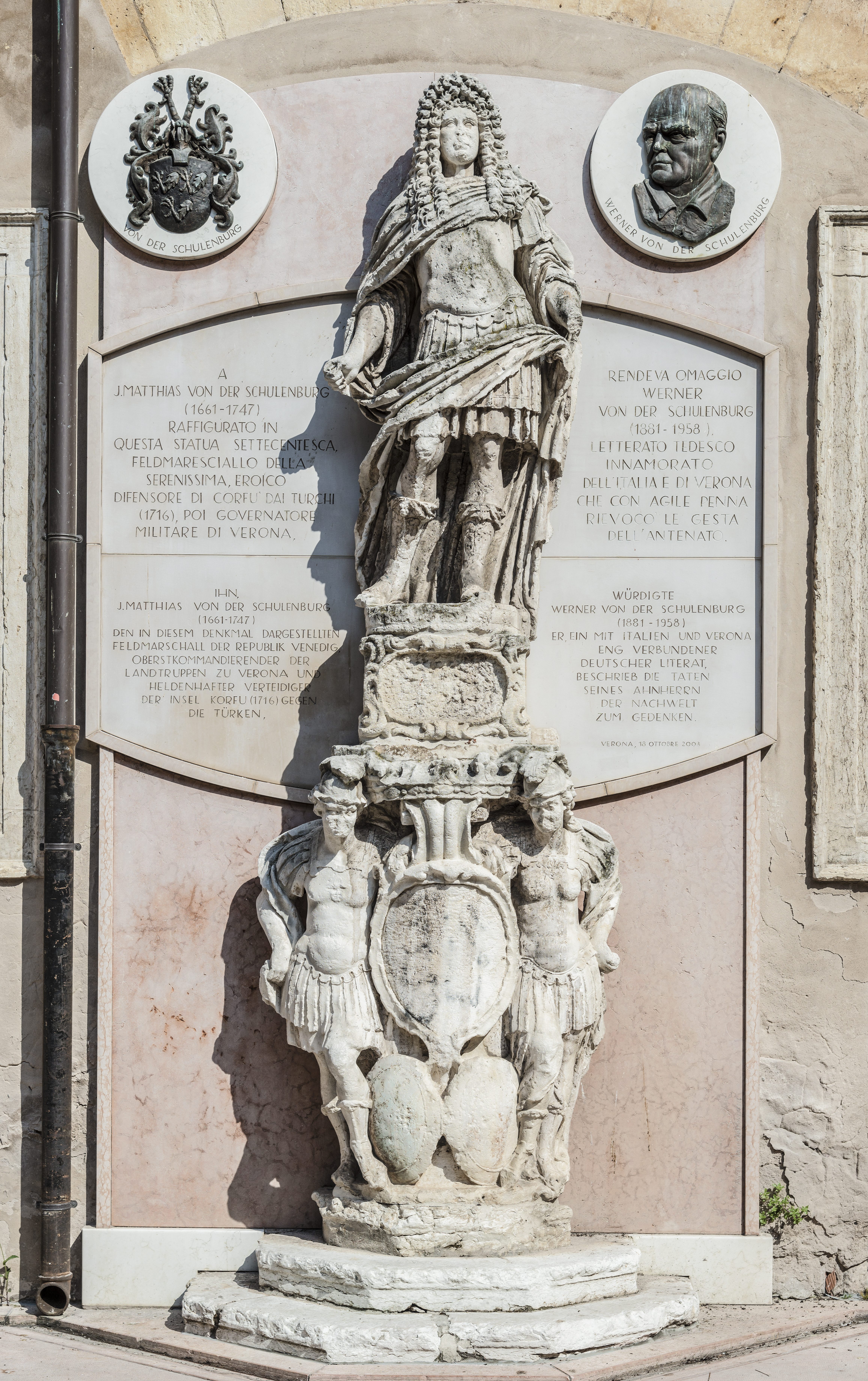
Monumento a von der Schulenburg, cortile di Palazzo di Cansignorio, Verona.

Supportò Gianantonio Guardi con uno stipendio mensile dal 1730 al 1736 e in seguito pagandolo per ogni opera, soprattutto ritratti di aristocratici stranieri che riempirono in modo impressionante le pareti della residenza dello Schulenberg, Ca' Loredan a San Trovaso sul Canal Grande, e copie dei capolavori di artisti veneti del passato come Paolo Veronese e Tintoretto.
Impiegò Giovanni Battista Pittoni dal 1733 al 1738 per l'esecuzione di dipinti di genere storico e come consulente e restauratore, e Giovanni Battista Piazzetta come pittore e come agente per l'acquisto di opere fiamminghe e di genere. Piazzetta eseguì un inventario della collezione nel 1739.
Johann Schulenberg commissionò opere a vari artisti, tra cui Michele Marieschi (Vista della corte del palazzo dei Dogi, 20 novembre 1736; Entrata del Patriarca Antonio Correr, 1737), Giovanni Battista Cimaroli (La Dogana e La Carità acquistate nel 1727), Giacomo Ceruti, Bernardo Bellotto e il Canaletto,che dipinse una veduta di Corfù, luogo della sua grande vittoria.
Suoi ritratti furono dipinti da Bartolomeo Nazari, Giuseppe Nogari, Giacomo Ceruti, Gianantonio Guardi, Francesco Simonini e Giovanni Battista Piazzetta, e scolpiti da Antonio Corradini e Giovanni Maria Morlaiter.
Schulenberg, inoltre, servì molte famiglie reali come intermediario nella Repubblica di Venezia.
La sua collezione, non avendo egli eredi diretti, passò al nipote Conte Adolf Friedrich von der Schulenburg-Beetzendorf, che contrariamente al suo volere, alla sua morte, la vendette, disperdendo così le opere che Schulenburg voleva mantenere insieme in un palazzo a Berlino.
Tra gli acquirenti della sua collezione, spicca Federico II di Prussia che comperò ben 150 opere.